# ケヴィン・ヴィマー
ケヴィン・ヴィマー（Kevin Wimmer、1992年11月15日 - ）は、オーストリア・ヴェルス出身の元同国代表サッカー選手。ŠKスロヴァン・ブラチスラヴァ所属。ポジションはディフェンダー（センターバック）。

## 経歴
LASKリンツでプロデビューし、2012年に1.FCケルンに25万ユーロで移籍。ケルンの守備陣のレギュラーとなって、2013-14シーズンのブンデスリーガ1部昇格および2014-15シーズンの1部残留に貢献した。
2015年5月29日、4年契約でトッテナム・ホットスパーFCへ移籍。移籍金は非公開だが、430万英ポンドと推定されている。
2017年8月29日、ストーク・シティFCと5年契約を結んだ、移籍金は1800万ポンド。2018年5月27日、ハノーファー96に1年間の期限付きで移籍。2019年8月31日、ロイヤル・エクセル・ムスクロンに期限付き移籍。2021年2月1日、カールスルーエSCに期限付き移籍。2021年5月28日、ラピード・ウィーンに移籍。2023年6月8日、ŠKスロヴァン・ブラチスラヴァに移籍。